# Orda kán
Orda vagy Orda Icsen (mongolul Орд, 1204 – 1251) mongol kán, Dzsingisz kán unokája, az Arany Horda keleti részének uralkodója.

## Származása
Orda a legidősebb fia volt Dzsocsinak, Dzsingisz kán első fiának. Mint legidősebb fiúnak, Dzsocsinak kellett volna követni Dzsingiszt, de testvérei vitatták, hogy valóban az ő fia lett volna, mert nem sokkal házasságuk után Temüdzsintől (Dzsingisz ifjúkori neve) elrabolták első feleségét és amikor néhány hónappal később kiszabadította, már terhes volt. Dzsingisz kán mindezek ellenére fiának tartotta Dzsocsit, ám utóda Ögödej lett. 
Dzsingisz kán idős korában felosztotta birodalmát a fiai között és Dzsocsi a nyugati, az Irtis és Urál folyók közötti részt kapta, amit később ennek megfelelően Dzsocsi uluszának hívtak. 1227-ben Dzsocsi meghalt és országát fiai örökölték, az úgynevezett „bal kéz felőli” fiai, Orda, Tuk Timur, Szinkur, Singum a keleti, akkor még jelentősebb részt; a „jobb kéz felőliek” akik közül Batu volt a rangidős a nyugati, akkor az Urálig terjedő szakaszt. A részek elnevezése vitatott, a mongol uralom alatt élő perzsák a keleti részt Fehér Hordának, a nyugatit Kék Hordának hívták, míg az orosz történetírók pont fordítva. A későbbi szerzők az egész Dzsocsi-uluszt Arany Hordának nevezték. Elvileg a nyugati rész a keletinek volt alávetve, de ez mindig csak formális függés volt, Batu későbbi nyugati hadi sikerei nyomán pedig a fontossági sorrend teljesen megfordult. Orda szállásterületének központja a Balhas-tó mellett volt.

## A nyugati hadjárat

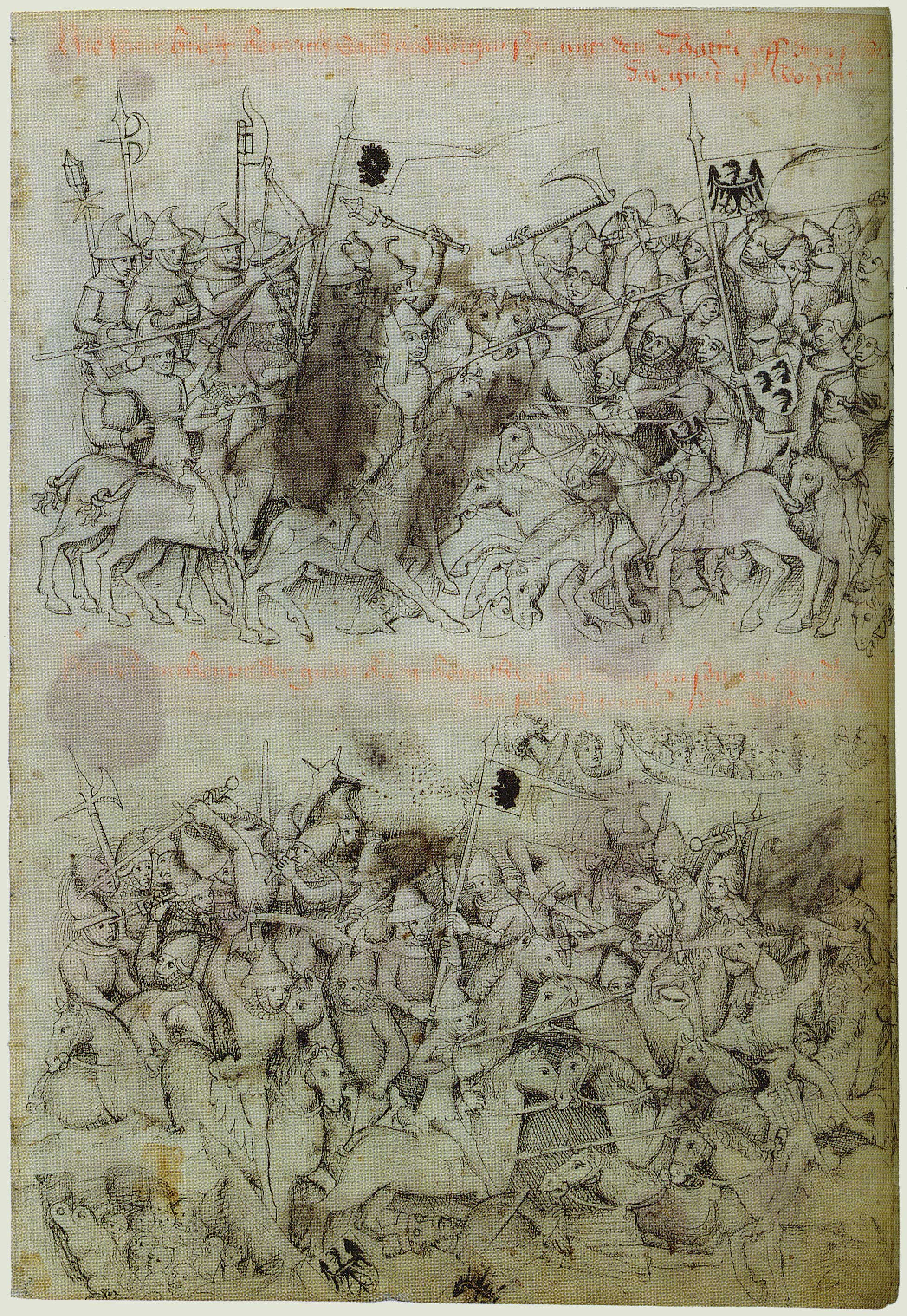
Jámbor Henrik halála a legnicai csatában (1451-es ábrázolás).

Az 1237-ben indított nyugati hadjáratot Batu vezette, Orda pedig az egyik alvezére volt. 1242-ben a Magyarország elleni hadjárat idején Orda húszezer (más források egy tümen, azaz tízezer emberről beszélnek) lovassal Lengyelország ellen vonult, hogy a lengyelek ne segíthessenek IV. Béla királynak. A délkelet felől érkező mongolok elpusztították Krakkót és Sandomierzt, majd Wrocław ostromával felhagyva találkoztak Jámbor Henrik seregével és a legnicai csatában döntő vereséget mértek a lengyelekre. Orda ezután az üldözésre és fosztogatásara szétküldött csapatok (melyek Csehországba is megpróbáltak átkelni, de megállították őket) egyesítése után, Morvaországon keresztül délre vonult, ahol Esztergomnál csatlakozott Batu főseregéhez.  

## Halála
Orda kán 1251-ben halt meg. Rasíd ad Dín perzsa történetíró szerint három felesége volt - Dzsuke-katun, Tubakana-katun, a harmadik neve nem ismert -, akiktől hét fia született: Szártaktáj, Kuli, Kurumisi, Kung Kiran, Dzsurmakáj, Kutukuj és Hülegü.

## Fordítás
- Ez a szócikk részben vagy egészben  az   Orda Khan című angol Wikipédia-szócikk ezen változatának fordításán alapul.  Az eredeti cikk szerkesztőit annak laptörténete sorolja fel. Ez a jelzés csupán a megfogalmazás eredetét és a szerzői jogokat jelzi, nem szolgál a cikkben szereplő információk forrásmegjelöléseként.